# Woldeung-myeon
Woldeung-myeon (koreanska: 월등면) är en socken i kommunen Suncheon i provinsen Södra Jeolla i den södra delen av Sydkorea, 280 km söder om huvudstaden Seoul.